# Staatsfonds
Als Staatsfonds werden Fonds bezeichnet, die Kapital im Auftrag eines Staates anlegen und verwalten.
Der Begriff wird heute überwiegend mit der von Andrew Rozanov im Jahr 2005 geprägten amerikanischen Bezeichnung Sovereign Wealth Fund (SWF) gleichgesetzt. Eine allgemein anerkannte Definition wurde jedoch bislang noch nicht gefunden. Daher lässt sich nicht immer eindeutig feststellen, ob Vermögensverwaltung durch einen Staat als Staatsfonds zu betrachten ist oder ob sie als Pensionsfonds oder als Staatsbetrieb zu unterscheiden ist.

## Abgrenzung von staatlichen Pensionsfonds
Ob staatliche kapitalgedeckte Rentenversicherungen, wie etwa der japanische Government Pension Investment Fund (GPIF) und das California Public Employees’ Retirement System (CalPERS), die die Rentenansprüche und künftige Rentenzahlungen von Beamten oder staatlichen Angestellten durch Einnahmen aus einem Kapitalstock gewährleisten sollen, als Staatsfonds betrachtet werden sollen, ist in der Literatur umstritten. Im Gegensatz zu den anderen Fonds gibt es hier konkret Begünstigte (Rentner) und nicht den Staat als alleinig Begünstigten in Vertretung der Allgemeinheit.
Der weltweit größte staatliche Fonds, der Social Security Trust Fund der Vereinigten Staaten, wird grundsätzlich nicht als Staatsfonds betrachtet. Der Staatliche Pensionsfonds in Norwegen wird hingegen ganz überwiegend zu den Staatsfonds gezählt, seit 2006 die Verwaltung der Sozialversicherungsgelder mit der Verwaltung der Einnahmen aus der Erdölförderung zusammengelegt wurde.

## Wirtschaftliche Bedeutung
Im Jahr 2012 hielten Staaten Fonds im Wert von knapp 4,5 Billionen US-Dollar. Von 2005 bis 2015 kamen mindestens 30 neue Staatsfonds hinzu. Mitte des Jahres 2016 lag das Anlagevermögen von Staatsfonds nach Angaben des Sovereign Wealth Fund Institute schon bei 7,3 Billionen US-Dollar.
Durch dieses hohe Anlagevolumen sind Staatsfonds zu wichtigen Akteuren auf den Finanzmärkten geworden. Der norwegische Statens pensjonsfond hielt im Jahr 2016 etwa 60 % seines Vermögens in Aktien. Seine Beteiligung an mehr als 9.000 Unternehmen in 75 Ländern entsprach zu diesem Zeitpunkt mehr als 1 % aller Aktien der Welt. In Deutschland zog die Beteiligung eines ausländischen Staatsfonds erstmals öffentliche Aufmerksamkeit auf sich, als sich das Emirat Kuwait mit seinem Staatsfonds Kuwait Investment Authority im Jahr 1974 als Großaktionär an der damaligen Daimler-Benz AG beteiligte. Der Anteil an der Daimler AG betrug zum Jahresende 2016 etwa 6,8 % am Grundkapital.
Darüber hinaus halten Staatsfonds auch in größerem Umfang Staatsanleihen. Der chinesische Staat hielt im Jahr 2007 einen großen Teil seiner Devisenüberschüsse von damals 1,5 Billionen US$ in festverzinslichen US-Staatsanleihen. Es ist davon auszugehen, dass er auch europäische Staatsanleihen hält, wobei Deutschland einen seiner Wirtschaftskraft entsprechenden Anteil ausmachen dürfte.

## Gründe für die Bildung von Staatsfonds
Staaten bilden solche Fonds insbesondere aus folgenden Gründen und gemäß folgenden Interessenlagen:
- Ausgleich von Preisschwankungen von Rohstoffen: Um hohe Einnahmen aus Rohstoff-Verkäufen in Zeiten hoher Preise anzulegen, um in Zeiten niedriger Preise für die exportierten Rohstoffe den fehlenden Zustrom an Geldern durch Rückgriff auf die angelegten Reserven auszugleichen. Ein Beispiel ist der Copper SF Chiles mit 3,9 Mrd. US$ Anlagesumme (2007) zum Ausgleich von Kupfer-Preisschwankungen. Ein weiteres Beispiel ist der Stabilisierungsfonds Russlands.
- Schutz der Volkswirtschaft vor Inflation: Wenn Einnahmen aus Rohstoffverkäufen so groß sind, dass dieses Geld nicht mehr sinnvoll und/oder nicht ohne Schaden für die eigene Volkswirtschaft ausgegeben werden kann. So sind etwa die Öl- und Gaseinnahmen Norwegens so groß, dass, wenn sie komplett ausgegeben würden, eine extreme Inflation die Folge wäre.
- Bildung von Reserven für die Zeit nach der Erschöpfung von Rohstoffvorräten: Wenn ein Staat in hohem Maß auf die Einnahmen aus Rohstoffverkäufen angewiesen ist, die Rohstoff-Reserven aber absehbar zur Neige gehen, werden Einnahmen aus diesen Verkäufen in anderen Industriezweigen angelegt wird, um aus dessen Erträgen künftig den Staatshaushalt zu stützen. Ein Beispiel ist der Kuwait Future Generations Fund der Kuwait Investment Authority. Ähnliche Fonds gibt es auch in anderen erdölexportierenden Staaten.
- Anlage von Devisenüberschüssen: Wenn eine stark vom Staat geprägte Wirtschaft, wie z. B. die Chinas, hohe Devisen-Überschüsse erzielt, um diese gewinnbringend anzulegen.
- Machtpolitische Ziele: So dient die Gründung des saudischen Public Investment Fund (PIF) der Verknüpfung der absehbar notwendigen Wirtschaftstransformation Saudi-Arabiens mit der Herrschaftskonsolidierung des Kronprinzen und der Abschöpfung von Einkommen der Feudalelite des Landes.[8]
- Strategische Entwicklungsziele: Um strategische Investitionen zu tätigen, z. B. in Rohstoffvorkommen in fremden Staaten, in als zukunftsträchtig eingestufte Industriezweige und Technologien, in Rüstungsbetriebe fremder Staaten etc. Häufig sind die Funktionen von Rohstoff- und Entwicklungsfonds miteinander verknüpft.
- Spezielle Aufgaben: Um mit einer abgesonderten Vermögensmasse eine bestimmte Aufgabe oder Aufgaben zu erfüllen. Insoweit kann auch z. B. die von Deutschland aus überlassenen Geldern des Marshallplans gebildete Kreditanstalt für Wiederaufbau als Staatsfonds angesehen werden, die günstige Kredite für als förderwürdig angesehene Zwecke vergibt. Das Fondsgeld wird einerseits durch diese Kredite angelegt und vermehrt und erreicht andererseits eine Förderung bestimmter politischer Ziele wie Existenzgründungen oder Maßnahmen zum Energiesparen. Dem Saudi-Arabischen Staatsfonds wiederum ist die Saudi Agricultural and Livestock Investment Company (Salic) unterstellt, welche die Versorgung Saudi-Arabiens mit Nahrungsmitteln sicherstellen soll.[9]
- Bedingungsloses dauerhaftes Einkommen für die Bürger: Um die Bevölkerung durch dauerhafte Anlage eines Teils von Rohstoffeinnahmen und eine dauernde Ausschüttung eines Teils der Einnahmen des Fonds an die Bürger, einerseits sofort und ständig, andererseits dauerhaft am Rohstoffreichtum ihres Landes teilhaben zu lassen. Einziges Beispiel für diesen Zweck ist der Alaska Permanent Fund.
- Altersversorgung, siehe Pensionsfonds #Staatliche Pensionsfonds.

## Staatsfonds
Die fünfzig größten Einzelfonds sind, nach verwaltetem Vermögen in Milliarden US-Dollar:
| Staat                                     | Fonds                                                                       | Vermögen 2024 | Vermögen 2018 | Vermögen 2012 | Gründung | Einnahmen               |
| ----------------------------------------- | --------------------------------------------------------------------------- | ------------- | ------------- | ------------- | -------- | ----------------------- |
| Norwegen                                  | Statens Pensjonsfond Utland oder auch Government Pension Fund Global (GPFG) | 1.796         | 1.035         | 654           | 1990     | Erdöl                   |
| Volksrepublik China                       | China Investment Corporation (CIC)                                          | 1.332         | 941           | 482           | 2007     |                         |
| Volksrepublik China                       | SAFE Investment Company                                                     | 1.090         | 441           | 324           | 1978     |                         |
| Vereinigte Arabische Emirate, (Abu Dhabi) | Abu Dhabi Investment Authority (ADIA)                                       | 1.058         | 683           | 450           | 1976     | Erdöl                   |
| Kuwait                                    | Kuwait Investment Authority                                                 | 980           | 592           | 290           | 1953     | Erdöl                   |
| Saudi-Arabien                             | Public Investment Fund (PIF)                                                | 925           | 250           | 004           | 2008     | Erdöl                   |
| Singapur                                  | Government of Singapore Investment Corporation (GIC)                        | 801           | 390           | 260           | 1981     |                         |
| Indonesien                                | Danantara Indonesia Sovereign Fund                                          | 600           | -             | -             | 2025     | Erdöl                   |
| Katar                                     | Qatar Investment Authority (QIA)                                            | 526           | 320           | 135           | 2005     | Erdöl und Erdgas        |
| Hongkong                                  | Hong Kong Monetary Authority Investment Portfolio (Hong Kong Exchange Fund) | 514           | 457           | 497           | 1993     |                         |
| Singapur                                  | Temasek Holdings                                                            | 389           | 375           | 158           | 1974     |                         |
| Volksrepublik China                       | National Social Security Fund (NSSF)                                        | 414           | 295           | 136           | 2000     |                         |
| Vereinigte Arabische Emirate, (Dubai)     | Investment Corporation of Dubai (ICD)                                       | 399           | 230           | 070           | 2006     |                         |
| Südkorea                                  | Korea Investment Corporation (KIC)                                          | 189           | 134           | 043           | 2005     |                         |
| Vereinigte Arabische Emirate, (Abu Dhabi) | Mubadala Investment Company                                                 | 329           | 125           | 048           | 2002     | Erdöl                   |
| Vereinigte Arabische Emirate, (Abu Dhabi) | Abu Dhabi Investment Council (ADIC)                                         | -             | 123           | 010           | 2007     | Erdöl                   |
| Vereinigte Arabische Emirate, (Abu Dhabi) | Abu Dhabi Developmental Holding Company (ADQ)                               | 250           | -             | -             | 2018     |                         |
| Australien                                | Australian Government Future Fund                                           | 149           | 105           | 077           | 2006     |                         |
| Iran                                      | National Development Fund of Iran (NDFI)                                    | 16            | 091           | 35            | 2011     | Erdöl und Erdgas        |
| Russland                                  | Stabilisierungsfonds                                                        | 43            | 066           | 086           | 2008     | Erdöl                   |
| Frankreich                                | Bpifrance                                                                   | 45            | 0             | 068           | 2012     |                         |
| Libyen                                    | Libyan Investment Authority (LIA)                                           | 39,5          | 066           | 063           | 2006     | Erdöl                   |
| Vereinigte Staaten, (Alaska)              | Alaska Permanent Fund                                                       | 61,24         | 062           | 042           | 1976     | Erdöl                   |
| Kasachstan                                | Samruk-Kazyna                                                               | 80            | 061           | 078           | 2008     |                         |
| Kasachstan                                | Kazakhstan National Fund                                                    | 58,8          | 058           | 042           | 2000     | Erdöl                   |
| Brunei                                    | Brunei Investment Agency (BIA)                                              | 73            | 040           | 039           | 1983     | Erdöl                   |
| Türkei                                    | Turkey Wealth Fund                                                          | 314           | 040           | -             | 2016     |                         |
| Malaysia                                  | Khazanah Nasional (BHD)                                                     | 36            | 039           | 022           | 1993     |                         |
| Vereinigte Staaten, (Texas)               | Texas Permanent School Fund (TPSF)                                          | 57            | 038           | 027           | 1854     | Erdöl                   |
| Vereinigte Arabische Emirate              | Emirates Investment Authority (EIA)                                         | 102           | 037           | 010           | 2007     | Erdöl                   |
| Aserbaidschan                             | Staatlicher Ölfonds von Aserbaidschan (SOFAZ)                               | 60            | 033           | 033           | 1999     | Erdöl                   |
| Neuseeland                                | New Zealand Superannuation Fund                                             | 45            | 029           | 020           | 2001     |                         |
| Deutschland                               | Fonds zur Finanzierung der kerntechnischen Entsorgung                       | 23 (2023)     | 024           | -             | 2017     | Atomenergie             |
| Vereinigte Staaten, (Neu-Mexiko)          | New Mexico Land Grant Permanent Fund (LGPF)                                 | 32,6          | 020           | 015           | 1893     | Erdöl und Erdgas        |
| Oman                                      | State General Reserve Fund (SGRF)                                           | -             | 018           | 008           | 1980     | Erdöl und Erdgas        |
| Vereinigte Staaten, (Texas)               | Permanent University Fund (PUF)                                             | 36,5          | 017           |               | 1876     | Erdöl und Erdgas        |
| Osttimor                                  | Timor-Leste Petroleum Fund                                                  | 18            | 017           | 011           | 2005     | Erdöl und Erdgas        |
| Russland                                  | Russischer Reservefonds                                                     | -             | 016           | 125           | 2008     | Erdöl                   |
| Russland                                  | Russischer Wohlfahrtsfonds                                                  | 113           |               |               | 2008     | Öl & Gas                |
| Chile                                     | Social and Economic Stabilization Fund (ESSF)                               | 3,8           | 015           |               | 2007     | Kupfer                  |
| Kanada                                    | Alberta Heritage Savings Trust Fund (HSTF)                                  | 27,3          | 013           |               | 1976     | Erdöl                   |
| Russland                                  | Russian Direct Investment Fund (RDIF)                                       | 28            | 013           |               | 2011     |                         |
| Bahrain                                   | Mumtalakat Holding Company                                                  | 17,9          | 011           |               | 2006     |                         |
| Irland                                    | Ireland Strategic Investment Fund (ISIF)                                    | 19            | 009           | -             | 2014     |                         |
| Peru                                      | Fondo de Estabilización Fiscal (FEF)                                        | 4,3           | 008           |               | 1999     |                         |
| Algerien                                  | Fond de Regulation des Recettes (FRR)                                       | 16,3          | 008           | 057           | 2000     | Erdöl und Erdgas        |
| Vereinigte Staaten, (Wyoming)             | Permanent Wyoming Mineral Trust Fund (PWMTF)                                | 10            | 007           | 006           | 1974     | Bergbau                 |
| Brasilien                                 | Fundo Soberano Do Brasil (FSB)                                              | -             | 007           |               | 2008     |                         |
| Mexiko                                    | Fondo para la Estabilización de los Ingresos Presupuestarios (FEIP)         | 4,7           | 006           | 002           | 2000     | Erdöl                   |
| Mexiko                                    | Fondo Mexicano del Petroleo para la Estabilizacion y el Desarrollo          | 4,7           |               | -             | 2015     | Erdöl                   |
| Oman                                      | Oman Investment Authority (OIA)                                             | 50            | -             | -             | 2020     | Erdöl & Devisenreserven |
| Oman                                      | Oman Investment Fund (OIF)                                                  | -             | 006           |               | 2006     | Erdöl                   |
| Botswana                                  | Pula Fund                                                                   | 3,5           | 006           |               | 1994     | Diamanten               |
| Trinidad und Tobago                       | Heritage and Stabilization Fund (HSF)                                       | 6             | 006           |               | 2000     | Erdöl                   |
| Volksrepublik China                       | China-Africa Development Fund                                               | 5             | 005           | 5             | 2007     | Devisen/Sonstige        |
| Angola                                    | Fundo Soberano de Angola (FSDEA)                                            | 3,9           | 005           | 5             | 2012     | Erdöl                   |

## Reglementierung

### Auf Nationaler Basis
In einigen Rechtsordnungen ist die feindliche Übernahme von Unternehmen in bestimmten Wirtschaftszweigen durch ausländische Investoren genehmigungspflichtig bzw. untersagt. Typische verbotene oder genehmigungspflichtige Bereiche sind die Rüstungsindustrie, Massenmedien, Telekommunikation und Energieversorgung.
Ein Beispiel für ein Land mit strenger Reglementierung sind die USA. Deren Committee on Foreign Investment in the United States, (CFIUS), prüft bei Investitionen ausländischer Investoren regelmäßig, ob die staatliche Sicherheit tangiert ist. Es besteht sogar die Möglichkeit, Verträge nachträglich zu annullieren.
In Deutschland ist als Reaktion auf die Debatte über Staatsfonds im April 2009 die Änderung des Außenwirtschaftsgesetzes und der Außenwirtschaftsverordnung in Kraft getreten. Nun kann das Bundesministerium für Wirtschaft und Technologie Beteiligungen durch ausländische Investoren, und somit auch durch ausländische Staatsfonds, unter bestimmten Voraussetzungen untersagen, wenn diese über 25 % der Anteile eines in Deutschland ansässigen Unternehmens erwerben wollen. Allerdings ist diese Form der Regulierung nicht unproblematisch. Insbesondere stellt sich die Frage der Vereinbarkeit mit der europäischen Kapitalverkehrsfreiheit aus Art. 63 Vertrag über die Arbeitsweise der Europäischen Union (AEUV). Denn diese Verkehrsfreiheit gilt als einzige des AEUV schon ihrem Wortlaut nach auch gegenüber Drittstaaten, d. h. Nicht-EU-Mitgliedern.

### International – die Santiago-Prinzipien
Seit 2008 wuchsen bei Investoren und Aufsichtsbehörden die Bedenken gegenüber Staatsfonds, insbesondere hinsichtlich ihrer Transparenz, Rechenschaftspflicht und Governance-Struktur. Um diesen Bedenken Rechnung zu tragen, initiierten der Internationale Währungsfonds (IWF) und die „Internationale Arbeitsgruppe der Staatsfonds“ (IWG-SWF) eine gemeinsame Initiative. Darin schlossen sich 14 bedeutende Fonds zusammen, darunter einige der größten wie GIC Private Limited und die Abu Dhabi Investment Authority. Die IWG-SWF entwarf daraufhin die 24 Santiago-Prinzipien, um gemeinsame internationale Standards hinsichtlich Transparenz, Unabhängigkeit und Governance festzulegen, denen sich Staatsfonds anschließen sollten. Diese wurden nach ihrer Vorlage am 11. Oktober 2008 dem Internationalen Währungs- und Finanzausschuss des IWF veröffentlicht. Die Arbeitsgruppe wurde am 6. April 2009 durch ein ständiges Gremium, das „International Forum of Sovereign Wealth Fonds“, ersetzt, um die neuen Standards auch künftig zu pflegen und zu fördern und andere Staatsfonds zum Beitritt zu ermutigen.

## Sonstiges

### Norwegen: Beschränkung auf ethisch korrekte Investitionen
Neben einer ständigen Diskussion, einen größeren Anteil der Öl- und Gaseinnahmen sofort auszugeben statt langfristig anzulegen, gibt es in Norwegen auch eine beständige öffentliche Debatte, nach welchen ethischen Gesichtspunkten Investitionen getätigt werden sollen. Norwegen, das nach Angaben der Antikorruptionsorganisation Transparency International annähernd frei von Korruption ist, legt hier hohe Maßstäbe an. Dazu wurde ein Ethikbeirat eingerichtet, der vorschlagen kann, Unternehmen und Wirtschaftszweige in der Anlagestrategie des Statens pensjonsfond nicht zu berücksichtigen. Meist folgt das Finanzministerium diesen Ratschlägen. Die Empfehlungen und Entscheidungen werden auf der Homepage des Finanzministeriums veröffentlicht.

### Organisation
Im November 2007 kamen mehr als 20 Staaten, die einen oder mehrere Staatsfonds betreiben, erstmals gezielt zusammen. Ein halbes Jahr später, im Mai 2008, gab sich die Gruppe eine Organisationsstruktur und einen Namen: International Working Group (IWG) of Sovereign Wealth Funds. Ziel der Gruppe war der Erfahrungsaustausch und die gemeinsame Interessenvertretung insbesondere gegenüber den Empfängerländern ihrer Investitionen, die zu diesem Zeitpunkt in vielen Teilen der Erde Investitionsbeschränkungen gegenüber Staatsfonds planten. Mittlerweile hat sich die Gruppe, die nach wie vor 23 Mitglieder zählt, umbenannt in International Forum of Sovereign Wealth Funds (IFSWF). Sie tagt regelmäßig. Das Jahrestreffen 2011 fand in Peking statt.

### Ökologischer Staatsfonds
Auf der UN-Klimakonferenz in Katowice 2018 schlugen der Klimawissenschaftler Hans Joachim Schellnhuber, der Politologe Claus Leggewie und der Ökonom David Löw Beer die Gründung eines Staatsfonds als marktwirtschaftliches Instrument für den Klimaschutz mit einem Volumen von bis zu 600 Milliarden Euro vor, dessen Ziel das Setzen eines eindeutigen Zeichens in Richtung einer Nachhaltigkeitstransformation sein solle. Dieser „Zukunftsfonds“ soll dabei aus einer CO2-Bepreisung und – zwecks Bepreisung auch der akkumulierten historischen Treibhausgasemissionen – aus einer höheren Erbschaftsteuer gespeist werden. Mittel würden entweder unmittelbar in Infrastrukturprojekte fließen oder in den Staatsfonds, der nach festgelegten Kriterien in Unternehmen mit Nutzen für Klimaschutz und Energiewende investiert.